# UCI Europe Tour 2010-2011
El UCI Europe Tour 2010-2011 fue la séptima temporada del calendario ciclístico internacional europeo. Se inició el 28 de octubre de 2010 con el Tour de Marmara en Turquía y finalizó el 16 de octubre de 2011 con la Chrono des Nations en Francia.
El ganador a nivel individual fue por tercer año consecutivo el italiano Giovanni Visconti, por equipos triunfó el FDJ de Francia, mientras que por países y países sub-23 fue Italia el vencedor.

## Carreras y categorías

### Carreras suspendidas o eliminadas
El cronograma inicial del calendario era de 323 carreras, aunque a lo largo de la temporada 34 fueron suspendidas. La siguiente es la lista de algunas de esas competiciones que por diversos motivos finalmente no se disputaron:
| Listado de carreras suspendidas o eliminadas | Listado de carreras suspendidas o eliminadas | Listado de carreras suspendidas o eliminadas | Listado de carreras suspendidas o eliminadas | Listado de carreras suspendidas o eliminadas | Listado de carreras suspendidas o eliminadas |
| -------------------------------------------- | -------------------------------------------- | -------------------------------------------- | -------------------------------------------- | -------------------------------------------- | -------------------------------------------- |

| Fecha                    | Carrera                          | Cat. | Fecha                      | Carrera                      | Cat. |
| ------------------------ | -------------------------------- | ---- | -------------------------- | ---------------------------- | ---- |
| 11 al 13 de febrero      | Giro de la Provincia de Grosseto | 2.1  | 10 de julio                | Batavus Prorace              | 1.1  |
| 16 al 20 de febrero      | Vuelta a Valencia                | 2.1  | 17 de julio                | Giro del Casetino            | 1.2  |
| 19 de marzo              | Shalosh Kalot                    | 1.2  | 20 al 24 de julio          | Sachsen Tour                 | 2.1  |
| 20 de marzo              | Ronde van het Groene Hart        | 1.1  | 30 de julio                | Chrono 2-Paar-Zeitfahren     | 1.1  |
| 12 al 16 de abril        | Vuelta a Extremadura             | 2.2  | 30 de julio al 8 de agosto | Dwars door Nederlands        | 2.2  |
| 15 de abril              | Dwars door Drenthe               | 1.1  | 2 al 6 de agosto           | Tour de los Pirineos         | 2.2  |
| 26 de abril al 1 de mayo | Giro de las Regiones             | 2.2U | 15 de agosto               | Cud Nad Wisla                | 1.2  |
| 28 al 30 de abril        | The Paths of King Nikola         | 2.2  | 17 de agosto               | Gara Ciclistica Montappone   | 1.2  |
| 1 de mayo                | Trofeo de los Escaladores        | 1.1  | 19 al 21 de agosto         | Festningsrittet              | 2.2  |
| 2 de mayo                | Subida al Naranco                | 1.1  | 27 de agosto               | Giro del Veneto              | 1.HC |
| 28 de mayo               | Grand Prix Hydraulika Mikolasek  | 1.2  | 1 al 4 de septiembre       | Szlakiem walk majora Hubala  | 2.2  |
| 29 de mayo               | MDC Zavod Miru 1                 | 1.2  | 6 al 11 de septiembre      | Tour de Croacia              | 2.2  |
| 4 de junio               | Franco Ballerini Day             | 1.1  | 7 al 9 de septiembre       | Giro de Sicilia              | 2.1  |
| 8 al 14 de junio         | Circuito Montañés                | 2.2  | 10 de septiembre           | Giro de Lazio                | 1.1  |
| 1 al 3 de julio          | Tour de Mainfranken              | 2.2U | 17 de septiembre           | Gran Premio Ciudad de Módena | 1.1  |
| 3 de julio               | Giro delle Valli Aretine         | 1.2  | 17 septiembre              | Praga-Karlovy Vary-Praga     | 1.2  |
| 5 de julio               | Trofeo Ciudad de Brescia         | 1.2  | 12 de octubre              | Milán-Turín                  | 1.HC |

Tras estas anulaciones el calendario fue de 289 carreras.

### Categorías
Fueron 26 las carreras de máxima categoría (una más respecto a la edición anterior. 	Descendieron la Dutch Food Valley Classic y el G. P. Kanton Aargau (ambas a 1.1) y ascendieron la Flecha Brabanzona, el Tour de Limousin y el Giro del Trentino). En el siguiente cuadro se muestran las carreras con mayor puntuación de esta edición del UCI Europe Tour ordenado por países, para el resto de las competiciones véase: Carreras del UCI Europe Tour 2010-2011 (enlace roto disponible en Internet Archive; véase el historial, la primera versión y la última).
| Carrera                       | Categoría |
| ----------------------------- | --------- |
| Gran Premio de Fráncfort      | 1.HC      |
| Vuelta a Baviera              | 2.HC      |
| Vuelta a Austria              | 2.HC      |
| Omloop Het Nieuwsblad         | 1.HC      |
| E3 Prijs Vlaanderen-Harelbeke | 1.HC      |
| Scheldeprijs Vlaanderen       | 1.HC      |
| Tres Días de La Panne         | 2.HC      |
| Flecha Brabanzona             | 1.HC      |
| Vuelta a Bélgica              | 2.HC      |
| Tour de Valonia               | 2.HC      |
| París-Bruselas                | 1.HC      |
| Vuelta a Dinamarca            | 2.HC      |
| Gran Premio Miguel Indurain   | 1.HC      |
| Vuelta a Burgos               | 2.HC      |

| Carrera                  | Categoría |
| ------------------------ | --------- |
| Critérium Internacional  | 2.HC      |
| Cuatro Días de Dunkerque | 2.HC      |
| Tour de Limousin         | 2.HC      |
| Gran Premio de Fourmies  | 1.HC      |
| Tour de Vendée           | 1.HC      |
| París Tours              | 1.HC      |
| Giro del Trentino        | 2.HC      |
| Tre Valli Varesine       | 1.HC      |
| Giro de Emilia           | 1.HC      |
| Giro del Piemonte        | 1.HC      |
| Tour de Luxemburgo       | 2.HC      |
| Tour de Turquía          | 2.HC      |

Francia, Italia y Bélgica, son con amplia diferencia los 3 países que dominaron en número de competiciones, de hecho casi 170 carreras se disputaron en esos tres países. La siguiente lista incluye los países con más de 5 carreras en el calendario 2010-2011:
| País         | N.º de carreras registradas | N.º de carreras finalmente disputadas |
| ------------ | --------------------------- | ------------------------------------- |
| Francia      | 66                          | 64                                    |
| Italia       | 70                          | 57                                    |
| Bélgica      | 46                          | 46                                    |
| España       | 28                          | 22                                    |
| Países Bajos | 19                          | 16                                    |
| Alemania     | 13                          | 10                                    |
| Turquía      | 10                          | 10                                    |
| Polonia      | 11                          | 9                                     |
| Rusia        | 6                           | 6                                     |

## Calendario

### Octubre 2010
| Fecha | Carrera         | Cat. | Ganador        | Equipo    |
| ----- | --------------- | ---- | -------------- | --------- |
| 28-31 | Tour de Marmara | 2.2  | Kemal Küçükbay | Brisaspor |

### Noviembre 2010
| Fecha | Carrera        | Cat. | Ganador      | Equipo          |
| ----- | -------------- | ---- | ------------ | --------------- |
| 4-7   | Tour de Alanya | 2.2  | Nikias Arndt | LKT Brandenburg |

### Enero
| Fecha | Carrera                            | Cat. | Ganador             | Equipo     |
| ----- | ---------------------------------- | ---- | ------------------- | ---------- |
| 28-30 | Giro de Reggio Calabria            | 2.1  | Daniele Pietropolli | Lampre-ISD |
| 30    | Gran Premio Ciclista la Marsellesa | 1.1  | Jérémy Roy          | FDJ        |

### Febrero
| Fecha | Carrera                           | Cat. | Ganador             | Equipo                      |
| ----- | --------------------------------- | ---- | ------------------- | --------------------------- |
| 2-6   | Estrella de Bessèges              | 2.1  | Anthony Ravard      | Ag2r La Mondiale            |
| 5     | Gran Premio Costa de los Etruscos | 1.1  | Elia Viviani        | Liquigas-Cannondale         |
| 6     | Trofeo Palma de Mallorca          | 1.1  | Tyler Farrar        | Garmin-Cervélo              |
| 7     | Trofeo Cala Millor                | 1.1  | Tyler Farrar        | Garmin-Cervélo              |
| 8     | Trofeo Inca                       | 1.1  | Ben Hermans         | RadioShack                  |
| 9     | Trofeo Deyá                       | 1.1  | José Joaquín Rojas  | Movistar                    |
| 9-13  | Tour del Mediterráneo             | 2.1  | David Moncoutié     | Cofidis, le Crédit en Ligne |
| 10    | Trofeo Magaluf-Palmanova          | 1.1  | Murilo Fischer      | Garmin-Cervélo              |
| 16-20 | Vuelta al Algarve                 | 2.1  | Tony Martin         | HTC-Highroad                |
| 19    | Trofeo Laigueglia                 | 1.1  | Daniele Pietropolli | Lampre-ISD                  |
| 19-20 | Tour de Haut-Var                  | 2.1  | Thomas Voeckler     | Europcar                    |
| 20-24 | Vuelta a Andalucía                | 2.1  | Markel Irizar       | RadioShack                  |
| 22-26 | Giro de Cerdeña                   | 2.1  | Peter Sagan         | Liquigas-Cannondale         |
| 26    | Gran Premio dell'Insubria         | 1.1  | Giovanni Visconti   | Farnese Vini-Neri Sottoli   |
| 26    | Beverbeek Classic                 | 1.2  | Evert Verbist       | Verandas Willems-Accent     |
| 26    | Ster van Zwolle                   | 1.2  | Barry Markus        | Rabobank Continental        |
| 26    | Omloop Het Nieuwsblad             | 1.HC | Sebastian Langeveld | Rabobank                    |
| 27    | Les Boucles du Sud Ardèche        | 1.1  | Arthur Vichot       | FDJ                         |
| 27    | Clásica de Almería                | 1.1  | Matteo Pelucchi     | Geox-TMC                    |
| 27    | Kuurne-Bruselas-Kuurne            | 1.1  | Christopher Sutton  | Sky                         |
| 27    | Gran Premio de Lugano             | 1.1  | Ivan Basso          | Liquigas-Cannondale         |
| 27    | Classica Sarda                    | 1.1  | Pavel Brutt         | Katusha                     |

### Marzo
| Fecha | Carrera                                       | Cat. | Ganador             | Equipo                             |
| ----- | --------------------------------------------- | ---- | ------------------- | ---------------------------------- |
| 2     | Le Samyn                                      | 1.1  | Dominic Klemme      | Leopard-Trek                       |
| 3     | Giro del Friuli                               | 1.1  | José Serpa          | Androni Giocattoli                 |
| 4-6   | Vuelta a Murcia                               | 2.1  | Alberto Contador    | Saxo Bank Sungard                  |
| 4-6   | Tres Días de Flandes Occidental               | 2.1  | Jesse Sergent       | RadioShack                         |
| 5     | Montepaschi Strade Bianche                    | 1.1  | Philippe Gilbert    | Omega Pharma-Lotto                 |
| 5     | Flecha Flamenca                               | 1.2  | Frédéric Amorison   | Landbouwkrediet                    |
| 6     | Trofeo Zssdi                                  | 1.2  | Enrico Battaglin    | Zalf Désiré Fior                   |
| 6     | Gran Premio Villa de Lillers                  | 1.2  | Denis Flahaut       | Roubaix Lille Métropole            |
| 13    | Trofeo Franco Balestra                        | 1.2  | Alessandro Mazzi    | Petroli Firenze                    |
| 13    | París-Troyes                                  | 1.2  | Jonathan Hivert     | Saur-Sojasun                       |
| 13    | Omloop van het Waasland                       | 1.2  | Aidis Kruopis       | Landbouwkrediet                    |
| 13    | Porec Trophy                                  | 1.2  | Blaž Jarc           | Adria Mobil                        |
| 13    | Course des chats                              | 1.2  | Jonas Van Genechten | Wallonie Bruxelles-Crédit Agricole |
| 13    | Dorpenomloop Rucphen                          | 1.2  | Barry Markus        | Rabobank Continental               |
| 16    | Nokere Koerse                                 | 1.1  | Gert Steegmans      | QuickStep                          |
| 17-20 | Istrian Spring Trophy                         | 2.2  | Robert Vrečer       | Perutnina Ptuj                     |
| 18    | Handzame Classic                              | 1.1  | Steve Schets        | Donckers Koffie-Jelly Belly        |
| 19    | Clásica de Loire-Atlantique                   | 1.2  | Lieuwe Westra       | Vacansoleil-DCM                    |
| 20    | Gran Premio Cholet-Pays de Loire              | 1.1  | Thomas Voeckler     | Europcar                           |
| 20    | Gran Premio San Giuseppe                      | 1.2  | Enrico Battaglin    | Zalf Désiré Fior                   |
| 20    | La Roue Tourangelle                           | 1.2  | David Veilleux      | Europcar                           |
| 21-27 | Tour de Normandía                             | 2.2  | Alexandre Blain     | Endura Racing                      |
| 22-26 | Settimana Coppi e Bartali                     | 2.1  | Emanuele Sella      | Androni Giocattoli                 |
| 23    | A través de Flandes                           | 1.1  | Nick Nuyens         | Saxo Bank Sungard                  |
| 25-27 | Gran Premio Crédito Agrícola de la Costa Azul | 2.2  | Filipe Cardoso      | Barbot-Efapel                      |
| 26    | E3 Prijs Vlaanderen-Harelbeke                 | 1.HC | Fabian Cancellara   | Leopard-Trek                       |
| 26-27 | Critérium Internacional                       | 2.HC | Fränk Schleck       | Leopard-Trek                       |
| 29-31 | Tres Días de La Panne                         | 2.HC | Sébastien Rosseler  | RadioShack                         |

### Abril
| Fecha | Carrera                                       | Cat.   | Ganador            | Equipo                             |
| ----- | --------------------------------------------- | ------ | ------------------ | ---------------------------------- |
| 1     | Route Adélie                                  | 1.1    | Renaud Dion        | Bretagne-Schuller                  |
| 1-3   | Triptyque des Monts et Châteaux               | 2.2    | Tom Dumoulin       | Rabobank Continental               |
| 2     | Hel van het Mergelland                        | 1.1    | Pim Ligthart       | Vacansoleil-DCM                    |
| 2     | Gran Premio Miguel Induráin                   | 1.HC   | Samuel Sánchez     | Euskaltel-Euskadi                  |
| 3     | Flèche d’Emeraude                             | 1.1    | Tony Gallopin      | Cofidis, le Crédit en Ligne        |
| 3     | Gran Premio de la Ville de Nogent-sur-Oise    | 1.2    | Alexey Tsatevitch  | Itera-Katusha                      |
| 3     | Trofeo Banca Popular de Vicenza               | 1.2U   | Richard Lang       | Jayco-AIS                          |
| 5- 8  | Circuito de la Sarthe                         | 2.1    | Anthony Roux       | FDJ                                |
| 6     | Scheldeprijs Vlaanderen                       | 1.HC   | Mark Cavendish     | HTC-Highroad                       |
| 6-9   | Cinturón a Mallorca                           | 2.2    | Iker Camaño        | Endura Racing                      |
| 6-10  | Gran Premio de Sochi                          | 2.2    | Björn Schröder     | Nutrixxion-Sparkasse               |
| 7     | Gran Premio Pino Cerami                       | 1.1    | Bert Scheirlinckx  | Landbouwkrediet                    |
| 8-10  | Circuito de las Ardenas                       | 2.2    | Gianni Meersman    | FDJ                                |
| 9     | Trofeo Edil C                                 | 1.2    | Mattia Pozzo       | Viris Vigevano                     |
| 9     | Tour de Flandes sub-23                        | 1.Ncup | Salvatore Puccio   | Italia                             |
| 10    | Klasika Primavera                             | 1.1    | Jonathan Hivert    | Saur-Sojasun                       |
| 10    | Giro de los Apeninos                          | 1.1    | Damiano Cunego     | Lampre-ISD                         |
| 12    | París-Camembert                               | 1.1    | Sandy Casar        | FDJ                                |
| 13    | Flecha Brabanzona                             | 1.HC   | Philippe Gilbert   | Omega Pharma-Lotto                 |
| 13    | La Côte Picarde                               | 1.Ncup | Arnaud Démare      | Francia                            |
| 13-17 | Vuelta a Castilla y León                      | 2.1    | Xavier Tondo       | Movistar                           |
| 13-17 | Tour de Loir-et-Cher                          | 2.2    | Anthony Saux       | UC Nantes Atlantique               |
| 13-17 | Tour de Grecia                                | 2.2    | Stefan Schäfer     | LKT Brandenburg                    |
| 14    | Gran Premio de Denain                         | 1.1    | Jimmy Casper       | Saur-Sojasun                       |
| 15-16 | Tour de Drenthe                               | 2.1    | Kenny van Hummel   | Skil-Shimano                       |
| 16    | Tour de Finisterre                            | 1.1    | Romain Feillu      | Vacansoleil-DCM                    |
| 16    | Lieja-Bastoña-Lieja sub-23                    | 1.2U   | Tosh Van der Sande | Omega Pharma-Lotto-Davo            |
| 16    | ZLM Tour                                      | 1.Ncup | Luke Rowe          | Reino Unido                        |
| 17    | Tro Bro Leon                                  | 1.1    | Vincent Jérôme     | Europcar                           |
| 17    | Zellik-Galmaarden                             | 1.2    | Gaëtan Bille       | Wallonie Bruxelles-Crédit Agricole |
| 17    | East Midlands International Cicle Classic     | 1.2    | Zakkari Dempster   | Rapha Condor-Sharp                 |
| 17    | Gran Premio Donetsk                           | 1.2    | Yuriy Agarkov      | ISD-Lampre Continental             |
| 19-22 | Giro del Trentino                             | 2.HC   | Michele Scarponi   | Lampre-ISD                         |
| 19-23 | Toscana-Terra di ciclismo-Coppa delle Nazioni | 2.Ncup | Georg Preidler     | Austria                            |
| 20-24 | Gran Premio de Adigueya                       | 2.2    | Kirill Sinitsyn    | Sibir                              |
| 23    | Gran Premio Herning                           | 1.1    | Troels Vinther     | Glud & Marstrand-LRØ               |
| 23    | Gran Premio de Llodio                         | 1.1    | Santiago Pérez     | Barbot-Efapel                      |
| 23    | Bania Luka-Belgrado I                         | 1.2    | Krisztián Lovassy  | Ora Hotels-Carrera                 |
| 23    | Memorial Arno Wallaard                        | 1.2    | Arne Hassink       | TT Raiko-Argon 18                  |
| 24    | Vuelta a La Rioja                             | 1.1    | Imanol Erviti      | Movistar                           |
| 24    | Paris-Mantes-en-Yvelines                      | 1.2    | Pierre Drancourt   | ESEG Douai                         |
| 24    | Himmerland Rundt                              | 1.2    | Michael Reihs      | Christina Watches-Onfone           |
| 24    | Bania Luka-Belgrado II                        | 1.2    | Matija Kvasina     | Loborika                           |
| 24-1  | Tour de Turquía                               | 2.HC   | Alexander Efimkin  | Type 1-Sanofi Aventis              |
| 25    | Vuelta a Colonia                              | 1.1    | Michael Matthews   | Rabobank                           |
| 25    | Vuelta a Holanda Septentrional                | 1.2    | Niels Wytink       | Colba-Mercury                      |
| 25    | Gran Premio della Liberazione                 | 1.2U   | Matteo Trentin     | Brilla-Pasta Montegrappa           |
| 25    | Giro del Belvedere                            | 1.2U   | Nicola Boem        | Zalf-Désirée-Fior                  |
| 25-1  | Tour de Bretaña                               | 2.2    | Péter Kusztor      | Atlas Personal                     |
| 26    | Gran Premio Palio del Recioto                 | 1.2U   | Georg Preidler     | Tyrol                              |
| 28-2  | Vuelta a Asturias                             | 2.1    | Javier Moreno      | Caja Rural                         |
| 30    | Gran Premio Industria y Artigianato-Larciano  | 1.1    | Ángel Vicioso      | Androni Giocattoli                 |
| 30    | Mayor Cup                                     | 1.2    | Ivan Stević        | Partizan Powermove                 |

### Mayo
| Fecha | Carrera                           | Cat. | Ganador              | Equipo                        |
| ----- | --------------------------------- | ---- | -------------------- | ----------------------------- |
| 1     | Gran Premio de Fráncfort          | 1.HC | John Degenkolb       | HTC-Highroad                  |
| 1     | Gran Premio de Fráncfort sub-23   | 1.2U | Patrick Bercz        | Team NRW                      |
| 1     | Memorial Andrzeja Trochanowskiego | 1.2  | André Schulze        | CCC Polsat Polkowice          |
| 1     | Gran Premio del 1 de Mayo         | 1.2  | Aidis Kruopis        | Landbouwkrediet               |
| 1     | Circuito del Porto                | 1.2  | Cristian Rossi       | Casati Named                  |
| 1     | Memorial Oleg Dyachenko           | 1.2  | Dmtriy Kosyakov      | Itera-Katusha                 |
| 2     | Gran Premio de Moscú              | 1.2  | Oleksandr Martynenko | ISD-Lampre Continental        |
| 4-7   | Giro del Friuli Venezia Giulia    | 2.2  | Matteo Busato        | Zalf Désirée Fior             |
| 4-8   | Cuatro Días de Dunkerque          | 2.HC | Thomas Voeckler      | Europcar                      |
| 5-9   | Cinco Anillos de Moscú            | 2.2  | Sergey Firsanov      | Itera-Katusha                 |
| 6-8   | Szlakiem Grodów Piastowskich      | 2.1  | Robert Vrečer        | Perutnina Ptuj                |
| 7     | Tour de Overijssel                | 1.2  | Wouter Haan          | Ruiter Dakkapellen Wielerteam |
| 7-8   | Vuelta a la Comunidad de Madrid   | 2.1  | Rui Costa            | Movistar                      |
| 8     | Circuito de Valonia               | 1.2  | Diego Tamayo         | WIT                           |
| 8     | Gran Premio Industrias del Mármol | 1.2  | Rafael Andriato      | Trevigiani Dynamon Bottoli    |
| 8     | Omloop der Kempen                 | 1.2  | Jos Pronk            | Ruiter Dakkapellen Wielerteam |
| 12-15 | Rhône-Alpes Isère Tour            | 2.2  | Sylvain Georges      | BigMat-Auber 93               |
| 13-15 | Tour de Picardie                  | 2.1  | Romain Feillu        | Vacansoleil-DCM               |
| 14    | Scandinavian Race                 | 1.2  | Andžs Flaksis        | Team Rietumu-Delfin           |
| 16-21 | Tour de Olympia                   | 2.2  | Jetse Bol            | Rabobank Continental          |
| 18-22 | Circuito de Lorena                | 2.1  | Anthony Roux         | FDJ                           |
| 20    | Jurmala G. P.                     | 1.2  | Jaan Kirsipuu        | Champion System               |
| 20-22 | Ronde d'Isard                     | 2.2U | Kenny Elissonde      | CC Étupes                     |
| 22    | ProRace Berlin                    | 1.1  | Marcel Kittel        | Skil-Shimano                  |
| 22-29 | An Post Rás                       | 2.2  | Gediminas Bagdonas   | An Post-Sean Kelly            |
| 25-29 | Vuelta a Bélgica                  | 2.HC | Philippe Gilbert     | Omega Pharma-Lotto            |
| 25-29 | Vuelta a Baviera                  | 2.HC | Geraint Thomas       | Team Sky                      |
| 26-29 | Tour de Tracia                    | 2.2  | Andreas Keuser       | Team WorldOfBike.gr           |
| 27    | Gran Premio Tallin-Tartu          | 1.1  | Angelo Furlan        | Christina Watches-Onfone      |
| 27-29 | Tour de Gironde                   | 2.2  | Julien Foisnet       | Véranda Rideau Sarthe 72      |
| 28    | Gran Premio de Plumelec-Morbihan  | 1.1  | Sylvain Georges      | BigMat-Auber 93               |
| 28    | Gran Premio Tartu                 | 1.1  | Jean-Eudes Demaret   | Cofidis                       |
| 29    | Rogaland G. P.                    | 2.2  | Frederik Wilmann     | Joker Merida                  |
| 29    | Boucles de l'Aulne                | 1.1  | Martijn Keizer       | Vacansoleil-DCM               |
| 29    | París-Roubaix sub-23              | 1.2U | Ramon Sinkeldam      | Rabobank Continental          |
| 29    | Trofeo Ciudad de San Vendemiano   | 1.2U | Michele Gazzara      | Italia                        |

### Junio
| Fecha | Carrera                                                | Cat. | Ganador             | Equipo                        |
| ----- | ------------------------------------------------------ | ---- | ------------------- | ----------------------------- |
| 1-4   | Tour de Berlín                                         | 2.2U | Jasha Sütterlin     | Thüringer Energie Team        |
| 1-5   | Vuelta a Noruega                                       | 2.2  | Wilco Kelderman     | Rabobank Continental          |
| 1-5   | Tour de Luxemburgo                                     | 2.HC | Linus Gerdemann     | Leopard-Trek                  |
| 2     | Trofeo Alcide Degasperi                                | 1.2  | Matteo Trentin      | Team Brilla-Pasta Montegrappa |
| 2-5   | Tour de Isparta                                        | 2.2  | Mustafa Sayar       | Konya Torku Şeker Spor-Vivelo |
| 4-11  | Tour de Rumania                                        | 2.2  | Andrei Nichita      | Rumania                       |
| 4-11  | Tour de Eslovaquia                                     | 2.2  | Nikita Novikov      | Itera-Katusha                 |
| 5     | G. P. Kanton Aargau                                    | 1.1  | Michael Albasini    | Suiza                         |
| 5     | Memorial Philippe Van Coningsloo                       | 1.2  | Andrew Fenn         | An Post-Sean Kelly            |
| 5     | Coppa della Pace                                       | 1.2  | Andrey Solomennikov | Itera-Katusha                 |
| 5     | Tour de Rijke                                          | 1.1  | Theo Bos            | Rabobank                      |
| 8-12  | Carpathia Couriers Paths                               | 2.2U | Paweł Bernas        | Kellys GKS Cartusia Kartuzy   |
| 9-12  | Vuelta al Alentejo                                     | 2.2  | Evaldas Šiškevicius | La Pomme Marseille            |
| 9-12  | Ronde de l'Oise                                        | 2.2  | Gediminas Bagdonas  | An Post-Sean Kelly            |
| 9-13  | Flèche du Sud                                          | 2.2  | Lasse Bøchman       | Glud & Marstrand-LRØ          |
| 10-12 | Delta Tour Zeeland                                     | 2.1  | Marcel Kittel       | Skil-Shimano                  |
| 10-19 | Girobio                                                | 2.2  | Mattia Cattaneo     | Trevigiani                    |
| 12    | Neuseen Classics                                       | 1.1  | André Schulze       | CCC Polsat Polkowice          |
| 12    | Val d'Ille U Classic 35                                | 1.2  | Guillaume Louyest   | Sojasun Espoir-ACNC           |
| 12    | Raiffeisen G. P.                                       | 1.2  | Tomislav Dančulović | Loborika Favorit Team         |
| 13-19 | Vuelta a Serbia                                        | 2.2  | Ivan Stević         | Partizan Powermove            |
| 13-19 | Tour de Thuringe                                       | 2.2U | Wilco Kelderman     | Rabobank Continental          |
| 15-19 | Ster ZLM Toer                                          | 2.1  | Philippe Gilbert    | Omega Pharma-Lotto            |
| 16-18 | Tour de Malopolska                                     | 2.2  | Tomasz Marczynski   | CCC Polsat Polkowice          |
| 16-19 | Tour de Eslovenia                                      | 2.1  | Diego Ulissi        | Lampre-ISD                    |
| 16-19 | Ruta del Sur                                           | 2.1  | Vasil Kiryienka     | Movistar                      |
| 16-19 | Boucles de la Mayenne                                  | 2.2  | Jimmy Casper        | Saur-Sojasun                  |
| 16-19 | Tour de Saboya                                         | 2.2  | Nikita Novikov      | Itera-Katusha                 |
| 17-19 | Oberösterreichrundfahrt                                | 2.2  | Petr Benčík         | PSK Whirlpool-Author          |
| 19    | Giro de Toscana                                        | 1.1  | Daniel Martin       | Garmin-Cervélo                |
| 19    | Flecha de las Ardenas                                  | 1.2  | Zico Waeytens       | Omega Pharma-Lotto-Davo       |
| 22    | Halle-Ingooigem                                        | 1.1  | Roy Curvers         | Skil-Shimano                  |
| 29    | Trofeo Internacional Jong Maar Moedig                  | 1.2  | Bert Scheirlinckx   | Landbouwkrediet               |
| 29-2  | Carrera de la Solidaridad y de los Campeones Olímpicos | 2.1  | Marcin Sapa         | Polska Szosowa                |
| 30-3  | Tour de Capadocia                                      | 2.2  | Mert Mutlu          | Brisaspor                     |

### Julio
| Fecha | Carrera                                               | Cat. | Ganador              | Equipo                           |
| ----- | ----------------------------------------------------- | ---- | -------------------- | -------------------------------- |
| 2     | Grand Prix Kranj                                      | 1.1  | Simone Ponzi         | Liquigas-Cannondale              |
| 2     | Omloop Het Nieuwsblad sub-23                          | 1.2  | Tom Van Asbroeck     | Van Der Vurst Cycling Team       |
| 3     | Dwars door het Hageland                               | 1.2  | Grégory Habeaux      | Verandas Willems-Accent          |
| 3-10  | Vuelta a Austria                                      | 2.HC | Fredrik Kessiakoff   | Astana                           |
| 6-10  | Tour de Sibiu                                         | 2.2  | Vladimir Koev        | Konya Torku Şeker Spor-Vivelo    |
| 7-10  | Gran Premio Torres Vedras-Trofeo Joaquim Agostinho    | 2.2  | Ricardo Mestre       | Tavira-Prio                      |
| 7-10  | Vuelta a la Comunidad de Madrid sub-23                | 2.2U | Bob Rodriguez        | Amical Vélo Club Aix-en-Provence |
| 7-10  | Tour de la República Checa                            | 2.2  | Stanislav Kozubek    | PSK Whirlpool-Author             |
| 10    | La Ronde Pévéloise                                    | 1.2  | Arnaud Démare        | CC Nogent-sur-Oise               |
| 10    | Giro del Medio Brenta                                 | 1.2  | Moreno Moser         | Italia                           |
| 11    | Gran Premio Van de Stad Geel                          | 1.2  | Sam Bennett          | An Post-Sean Kelly               |
| 15    | Gran Premio Nobili Rubinetterie Coppa Città di Stresa | 1.1  | Elia Viviani         | Liquigas-Cannondale              |
| 15    | Campeonato Europeo Contrarreloj sub-23                | CC   | Yoann Paillot        | Francia                          |
| 16    | Gran Premio Nobili Coppa Papà Carlo                   | 1.1  | Simone Ponzi         | Liquigas-Cannondale              |
| 17    | Campeonato Europeo en Ruta sub-23                     | CC   | Julian Kern          | Alemania                         |
| 20-24 | Brixia Tour                                           | 2.1  | Fortunato Baliani    | D'Angelo & Antenucci-Nippo       |
| 23    | Central European Tour Miskolc GP                      | 1.2  | Matija Kvasina       | Loborika Favorit                 |
| 23-25 | Kreiz Breizh Elites                                   | 2.2  | Laurent Pichon       | Bretagne-Schuller                |
| 23-27 | Tour de Valonia                                       | 2.HC | Greg Van Avermaet    | BMC Racing                       |
| 24    | Gran Premio de la Villa de Pérenchies                 | 1.2  | Anthony Colin        | Roubaix-Lille Métropole          |
| 24    | Central European Tour Budapest GP                     | 1.2  | Andris Smirnovs      | Letonia                          |
| 25    | Clásica de Ordizia                                    | 1.1  | Julien Simon         | Saur-Sojasun                     |
| 26-30 | Dookola Mazowsza                                      | 2.2  | Robert Radosz        | BDC                              |
| 27-31 | Tour de Alsacia                                       | 2.2  | Thibaut Pinot        | FDJ                              |
| 31    | Circuito de Guecho                                    | 1.1  | Juan José Lobato     | Andalucía-Caja Granada           |
| 31    | Trofeo Matteotti                                      | 1.1  | Oscar Gatto          | Farnese Vini-Neri Sottoli        |
| 31    | Polynormande                                          | 1.1  | Anthony Delaplace    | Saur-Sojasun                     |
| 31    | Tour de Bochum                                        | 1.1  | Pieter Vanspeybrouck | Topsport Vlaanderen-Mercator     |

### Agosto
| Fecha | Carrera                                                  | Cat. | Ganador            | Equipo                          |
| ----- | -------------------------------------------------------- | ---- | ------------------ | ------------------------------- |
| 2-6   | Vuelta a León                                            | 2.2  | Marc Goos          | Rabobank Continental            |
| 3-4   | París-Corrèze                                            | 2.1  | Samuel Dumoulin    | Cofidis                         |
| 3-7   | Vuelta a Burgos                                          | 2.HC | Joaquim Rodríguez  | Katusha                         |
| 3-7   | Vuelta a Dinamarca                                       | 2.HC | Simon Gerrans      | Sky                             |
| 4-15  | Vuelta a Portugal                                        | 2.1  | Ricardo Mestre     | Tavira-Prio                     |
| 5     | Gran Premio Folignano                                    | 1.2  | Kristijan Đurasek  | Loborika Favorit                |
| 6     | Gran Premio Ciudad de Camaiore                           | 1.1  | Fabio Taborre      | Acqua & Sapone                  |
| 6     | Gran Premio Betonexpressz 2000                           | 1.2  | Martin Schöffmann  | WSA-Viperbike Kärnten           |
| 7     | Antwerpse Havenpijl                                      | 1.2  | Pirmin Lang        | Atlas Personal                  |
| 7     | Trofeo Internazionale Bastianelli                        | 1.2  | Kristijan Đurasek  | Loborika Favorit                |
| 9-13  | Tour de l'Ain                                            | 2.1  | David Moncoutié    | Cofidis                         |
| 10-13 | Tour de Szeklerland                                      | 2.2  | Florian Bissinger  | Arbö-Gebrüder Weiss-Oberndorfer |
| 11-14 | Mi-août en Bretagne                                      | 2.2  | Mark McNally       | An Post-Sean Kelly              |
| 13    | Memorial Henryka Lasaka                                  | 1.2  | Luka Mezgec        | Sava                            |
| 14    | Copa de los Carpatos                                     | 1.2  | Jacek Morajko      | CCC Polsat Polkowice            |
| 14    | Gran Premio di Poggiana                                  | 1.2U | Mattia Cattaneo    | Trevigiani Bottoli Dynamon      |
| 14    | London-Surrey Cycle Classic                              | 1.2  | Mark Cavendish     | Selección de Gran Bretaña       |
| 14    | Dwars door de Antwerpse Kempen                           | 1.2  | Tom Devriendt      | EFC-Quick Step Cycling Team     |
| 16    | Gran Premio Capodarco                                    | 1.2  | Mattia Cattaneo    | Trevigiani Bottoli Dynamon      |
| 16    | Tres Valles Varesinos                                    | 1.HC | Davide Rebellin    | Miche-Guerciotti                |
| 16-19 | Tour de Limousin                                         | 2.HC | Björn Leukemans    | Vacansoleil-DCM                 |
| 17    | Coppa Agostoni                                           | 1.1  | Sacha Modolo       | Colnago-CSF Inox                |
| 18    | Coppa Bernocchi                                          | 1.1  | Yauheni Hutarovich | FDJ                             |
| 19    | Dutch Food Valley Classic                                | 1.1  | Theo Bos           | Rabobank                        |
| 20    | Trofeo Melinda                                           | 1.1  | Davide Rebellin    | Miche-Guerciotti                |
| 20    | Puchar Ministra Obrony Narodowej                         | 1.2  | Tomasz Kiendyś     | CCC Polsat Polkowice            |
| 21    | Châteauroux Classic de l'Indre                           | 1.1  | Anthony Ravard     | Ag2r La Mondiale                |
| 23    | Gran Premio de la Villa de Zottegem                      | 1.1  | Svein Tuft         | SpiderTech-C10                  |
| 23    | Gran Premio de Marbriers                                 | 1.2  | Pierre Drancourt   | ESEG Douai                      |
| 23-26 | Tour de Poitou Charentes                                 | 2.1  | Jesse Sergent      | RadioShack                      |
| 23-28 | Giro del Valle de Aosta                                  | 2.2  | Fabio Aru          | Team Palazzago                  |
| 24    | Druivenkoers Overijse                                    | 1.1  | Björn Leukemans    | Vacansoleil-DCM                 |
| 25    | Gran Premio Industria y Commercio Artigianato Carnaghese | 1.1  | Giovanni Visconti  | Farnese Vini-Neri Sottoli       |
| 25-28 | Tour of Victory                                          | 2.2  | Nazim Bakirci      | Brisaspor                       |
| 28    | Schaal Sels                                              | 1.1  | Aidis Kruopis      | Landbouwkrediet                 |
| 28    | Ronde van Midden-Nederland                               | 1.2  | Wim Stroetinga     | Ubbink-Koga Cycling Team        |
| 28    | Liubliana-Zagreb                                         | 1.2  | Kristjan Fajt      | Adria Mobil                     |
| 31-3  | Semana Lombarda                                          | 2.1  | Thibaut Pinot      | FDJ                             |

### Septiembre
| Fecha | Carrera                               | Cat.   | Ganador                         | Equipo                    |
| ----- | ------------------------------------- | ------ | ------------------------------- | ------------------------- |
| 2     | Tour de Vojvodina I                   | 1.2    | Gregor Gazvoda                  | Perutnina Ptuj            |
| 3     | Tour de Vojvodina II                  | 1.2    | Zsolt Der                       | Partizan Srbija           |
| 4     | Tour de Doubs                         | 1.1    | Arthur Vichot                   | FDJ                       |
| 4     | Giro de la Romagna-Coppa Placci       | 1.1    | Oscar Gatto                     | Farnese Vini-Neri Sottoli |
| 4     | Gran Premio Jef Scherens              | 1.1    | Jérôme Pineau                   | Quick Step                |
| 4     | Memorial Davide Fardelli              | 1.2    | Anton Vorobyev                  | Itera-Katusha             |
| 4     | Kernen Omloop Echt-Susteren           | 1.2    | Andris Smirnovs                 | Letonia                   |
| 4-11  | Tour del Porvenir                     | 2.Ncup | Esteban Chaves                  | Colombia                  |
| 6-10  | Giro de Padania                       | 2.1    | Ivan Basso                      | Liquigas-Cannondale       |
| 7     | Memorial Rik Van Steenbergen          | 1.1    | Kenny van Hummel                | Skil-Shimano              |
| 8-11  | Tour de Marmara                       | 2.2    | Ali Rıza Tanrıverdi             | Turquía                   |
| 10    | París-Bruselas                        | 1.HC   | Denis Galimzyanov               | Katusha                   |
| 11    | Gran Premio de Fourmies               | 1.HC   | Guillaume Blot                  | Bretagne-Schuller         |
| 11    | Chrono Champenois                     | 1.2    | Luke Durbridge                  | Australia                 |
| 11-18 | Vuelta a Gran Bretaña                 | 2.1    | Lars Boom                       | Rabobank                  |
| 11-18 | Tour de Bulgaria                      | 2.1    | Ivaïlo Gabrovski                | CC Nessebar               |
| 14    | Gran Premio de Valonia                | 1.1    | Philippe Gilbert                | Omega Pharma-Lotto        |
| 16    | Campeonato de Flandes                 | 1.1    | Marcel Kittel                   | Skil-Shimano              |
| 16    | Gran Premio de la Somme               | 1.1    | Anthony Roux                    | FDJ                       |
| 18    | G. P. Industria y Comercio de Prato   | 1.1    | Peter Sagan                     | Liquigas-Cannondale       |
| 18    | Gran Premio de Isbergues              | 1.1    | Jonas Aaen Jørgensen            | Saxo Bank Sungard         |
| 18    | Gran Premio Impanis-Van Petegem       | 1.2    | Sander Cordeel                  | Colba-Mercury             |
| 18    | Trofeo Gianfranco Bianchin            | 1.2    | Moreno Moser                    | Lucchini Maniva Ski       |
| 18    | Dúo Normando                          | 1.2    | Thomas Dekker Johan Vansummeren | Garmin-Cervélo            |
| 21    | Circuito de Houtland                  | 1.1    | Guillaume Van Keirsbulck        | Quick Step                |
| 24-25 | Tour de Gévaudan Languedoc-Roussillon | 2.2    | Guillaume Levarlet              | Saur-Sojasun              |
| 27    | Ruota d'Oro                           | 1.2    | Antonio Parrinello              | Hopplà Truck Valdarno     |
| 29-2  | Circuito Franco-Belga                 | 2.1    | Robbie McEwen                   | RadioShack                |
| 29-2  | Tour de Galípoli                      | 2.2    | Recep Unalan                    | Manisaspor                |
| 30-2  | Cinturó de l'Empordá                  | 2.2    | Paul Voss                       | Endura Racing             |

### Octubre
| Fecha  | Carrera                     | Cat. | Ganador            | Equipo                |
| ------ | --------------------------- | ---- | ------------------ | --------------------- |
| 1      | Memorial Marco Pantani      | 1.1  | Fabio Taborre      | Acqua & Sapone        |
| 1      | Piccolo Giro de Lombardía   | 1.2  | Cristiano Monguzzi | Casati NGC Perrel ASD |
| 2      | Tour de Vendée              | 1.HC | Marco Marcato      | Vacansoleil-DCM       |
| 3      | Giro de Münsterland         | 1.1  | Marcel Kittel      | Skil-Shimano          |
| 4      | Binche-Tournai-Binche       | 1.1  | Rüdiger Selig      | Leopard-Trek          |
| 6 al 9 | Tour de Alanya              | 2.2  | Gabor Kasa         | Manisaspor            |
| 6      | Coppa Sabatini              | 1.1  | Enrico Battaglin   | Colnago-CSF Inox      |
| 6      | París-Bourges               | 1.1  | Mathew Hayman      | Sky                   |
| 8      | Giro de Emilia              | 1.HC | Carlos Betancur    | Acqua & Sapone        |
| 9      | G. P. Bruno Beghelli        | 1.1  | Filippo Pozzato    | Katusha               |
| 9      | París-Tours                 | 1.HC | Greg Van Avermaet  | BMC Racing            |
| 9      | París-Tours sub-23          | 1.2U | Fabien Schmidt     | U Nantes Atlantique   |
| 11     | Premio Nacional de Clausura | 1.1  | Yauheni Hutarovich | FDJ                   |
| 13     | Giro del Piemonte           | 1.HC | Daniel Moreno      | Katusha               |
| 16     | Chrono des Nations          | 1.1  | Tony Martin        | HTC-Highroad          |

## Clasificaciones finales
- Las clasificaciones finalizaron de la siguiente forma:[5]

### Individual
| Posición | Ciclista           | Equipo | Puntos |
| -------- | ------------------ | ------ | ------ |
| 1º       | Giovanni Visconti  | FAR    | 716    |
| 2º       | Yauheni Hutarovich | FDJ    | 659,25 |
| 3º       | Davide Rebellin    | MIE    | 652    |
| 4º       | Marcel Kittel      | SKS    | 556    |
| 5º       | Thomas Voeckler    | EUC    | 518    |
| 6º       | Stefan Van Dijk    | VWA    | 494    |
| 7º       | Anthony Roux       | FDJ    | 442    |
| 8º       | Kenny Van Hummel   | SKS    | 399    |
| 9º       | Sacha Modolo       | COG    | 372    |
| 10º      | Aidis Kruopis      | LAN    | 370    |

| 11º | Thibaut Pinot      | FDJ       | 361,2 |
| 12º | Emanuele Sella     | AND       | 356,2 |
| 13º | Domenico Pozzovivo | COG       | 354   |
| 14º | Tony Gallopin      | COF       | 345   |
| 15º | Manuel Belletti    | COG       | 336   |
| 16º | Jure Kocjan        | TT1       | 317   |
| 17º | Gianni Meersman    | FDJ       | 312,2 |
| 18º | Enrico Battaglin   | [ *** 1 ] | 310   |
| 19º | José Serpa         | AND       | 301,2 |
| 20º | Robert Vrečer      | PER       | 293   |

1. 1 2  Corredores menores de 23 años.

1. ↑  Sin equipo profesional.

### Equipos
| Posición | Equipo                      | Puntos   |
| -------- | --------------------------- | -------- |
| 1        | FDJ                         | 2.551,1  |
| 2        | Skil-Shimano                | 1.623    |
| 3        | Colnago-CSF Inox            | 1.479    |
| 4        | Saur-Sojasun                | 1.448,75 |
| 5        | Cofidis, le Crédit en Ligne | 1.390    |
| 6        | Farnese Vini-Neri Sottoli   | 1.355    |
| 7        | Landbouwkrediet             | 1.240    |
| 8        | Europcar                    | 1.155    |
| 9        | Androni Giocattoli-C.I.P.I. | 1.150    |
| 10       | Itera-Katusha               | 1.040    |

| 11  | Rabobank Continental         | 987,68 |
| 12  | Bretagne-Schuller            | 928    |
| 13  | Veranda's Willems-Accent     | 879    |
| 14  | Miche-Guerciotti             | 850    |
| 15  | Geox-TMC                     | 838,5  |
| 16  | CCC Polsat Polkowice         | 804    |
| 17. | D'Angelo & Antenucci-Nippo   | 770    |
| 18. | Loborika Favorit             | 684    |
| 19  | Topsport Vlaanderen-Mercator | 684    |
| 20  | Acqua & Sapone               | 674    |

### Países
| Posición | País         | Puntos   |
| -------- | ------------ | -------- |
| 1        | Italia       | 4.174,2  |
| 2        | Francia      | 3.181,2  |
| 3        | Países Bajos | 2.184,34 |
| 4        | Alemania     | 2.163    |
| 5        | Bélgica      | 1.688,2  |
| 6        | Eslovenia    | 1.640,4  |
| 7        | Rusia        | 1.576,4  |
| 8        | Portugal     | 1.128    |
| 9        | España       | 1.109,2  |
| 10       | Polonia      | 1.049    |

| 11 | Turquía         | 1.014  |
| 12 | Bielorrusia     | 903,25 |
| 13 | Lituania        | 786    |
| 14 | Ucrania         | 758,8  |
| 15 | Croacia         | 758    |
| 16 | Reino Unido     | 755,01 |
| 17 | Dinamarca       | 744    |
| 18 | República Checa | 617    |
| 19 | Serbia          | 603    |
| 20 | Bulgaria        | 586    |

### Países sub-23
| Posición | País         | Puntos   |
| -------- | ------------ | -------- |
| 1        | Italia       | 1.667    |
| 2        | Francia      | 1.541,65 |
| 3        | Países Bajos | 1.167,68 |
| 4        | Rusia        | 710      |
| 5        | Alemania     | 678,75   |
| 6        | Bélgica      | 643      |
| 7        | Reino Unido  | 454      |
| 8        | Turquía      | 442      |
| 9        | Letonia      | 295      |
| 10       | España       | 236,5    |

| 11 | Ucrania     | 227   |
| 12 | Dinamarca   | 218   |
| 13 | Noruega     | 214   |
| 14 | Bielorrusia | 210   |
| 15 | Suecia      | 205   |
| 16 | Polonia     | 198   |
| 17 | Serbia      | 190   |
| 18 | Austria     | 186,6 |
| 19 | Grecia      | 93    |
| 20 | Eslovenia   | 81    |

## Progreso de las clasificaciones
| Fecha                    | Clasificación individual | Clasificación por equipos | Clasificación por países | Clasificación por países sub-23 |
| ------------------------ | ------------------------ | ------------------------- | ------------------------ | ------------------------------- |
| 25 de octubre de 2010    | -                        | -                         | Rusia                    | Alemania                        |
| 25 de noviembre de 2010  | Kemal Kucukbay           | -                         | Rusia                    | Alemania                        |
| 25 de diciembre de 2010  |                          | -                         | Rusia                    | Alemania                        |
| 25 de enero de 2011      |                          | -                         | Rusia                    | Alemania                        |
| 25 de febrero de 2011    | Thomas Voeckler          | FDJ                       | Francia                  | Italia                          |
| 25 de marzo de 2011      |                          | FDJ                       | Francia                  | Italia                          |
| 25 de abril de 2011      |                          | FDJ                       | Francia                  | Italia                          |
| 25 de mayo de 2011       |                          | FDJ                       | Francia                  | Italia                          |
| 26 de junio de 2011      |                          | FDJ                       | Francia                  | Italia                          |
| 25 de julio de 2011      |                          | FDJ                       | Francia                  | Italia                          |
| 15 de agosto de 2011     | Italia                   | FDJ                       |                          | Italia                          |
| 25 de agosto de 2011     | Italia                   | FDJ                       | Giovanni Visconti        | Italia                          |
| 25 de septiembre de 2011 | Italia                   | FDJ                       |                          | Italia                          |
| 16 de octubre de 2011    | Italia                   | FDJ                       |                          | Italia                          |
| Final                    | Giovanni Visconti        | FDJ                       | Italia                   | Italia                          |